# Giuseppe Caprio

Kardinalswappen als Kardinalgroßmeister des Ritterordens von Hl. Grab (seit 1988)

Giuseppe Kardinal Caprio (* 15. November 1914 in Lapio, Provinz Avellino, Italien; † 15. Oktober 2005 in Rom) war ein italienischer Geistlicher, Diplomat des Heiligen Stuhls und später Kurienkardinal der römisch-katholischen Kirche. Er war Kardinal-Großmeister des Ritterordens vom Heiligen Grab zu Jerusalem.

## Leben
Giuseppe Caprio studierte in Rom Philosophie und Katholische Theologie und empfing am 17. Dezember 1938 das Sakrament der Priesterweihe für das Erzbistum Benevent. Nach weiterführenden Studien arbeitete er von 1940 bis 1947 im Staatssekretariat des Heiligen Stuhls. Am 27. Mai 1947 verlieh ihm Papst Pius XII. den Ehrentitel Überzähliger Geheimkämmerer Seiner Heiligkeit (Monsignore) und am 21. November 1955 den Titel Hausprälat Seiner Heiligkeit.
Von 1947 bis 1951 war er Sekretär der Apostolischen Nuntiatur in China, wo ihn das kommunistische Regime drei Monate lang unter Arrest stellte und schließlich auswies. In den Jahren 1951 bis 1954 arbeitete er bei der Nuntiatur in Belgien, von 1954 bis 1959 war er Apostolischer Visitator und Leiter der Apostolischen Delegation in Südvietnam. Am 20. Mai 1959 wurde er zum Internuntius in China ernannt und leistete bis 1961 diplomatische Arbeit in Taiwan.
Am 14. Oktober 1961 ernannte ihn Papst Johannes XXIII. zum Titularerzbischof von Apollonia und zum Pro-Nuntius in China. Die Bischofsweihe spendete ihm der Präfekt der Kongregation für die Evangelisierung der Völker, Grégoire-Pierre Kardinal Agagianian, am 17. Dezember desselben Jahres; Mitkonsekratoren waren Raffaele Calabria, Koadjutorerzbischof von Benevent, und Kurienerzbischof Pietro Parente.
Giuseppe Caprio nahm an der zweiten bis vierten Sitzungsperiode des Zweiten Vatikanischen Konzils als Konzilsvater teil. Am 22. August 1967 wurde er von Papst Paul VI. zum Pro-Nuntius in Indien und am 19. April 1969 zum Sekretär der Güterverwaltung des Apostolischen Stuhls ernannt. Am 14. Juni 1977 wurde er zum Substituten des Staatssekretariats ernannt.
Am 30. Juni 1979 nahm ihn Papst Johannes Paul II. als Kardinaldiakon mit der Titeldiakonie Santa Maria Ausiliatrice in via Tuscolana in das Kardinalskollegium auf und ernannte ihn zum Präsidenten der Güterverwaltung des Apostolischen Stuhls. Am 30. Januar 1981 wurde er Präsident der Präfektur für die ökonomischen Angelegenheiten des Heiligen Stuhls.
Am 22. Juni 1987 wurde Kardinal Caprio Kardinalprotodiakon, dieses Amt hatte er bis zum 26. November 1990 inne, als er in die Klasse der Kardinalpriester erhoben wurde.
Von 1988 bis 1995 war er Kardinal-Großmeister des Ritterordens vom Heiligen Grab in Jerusalem. Er war Kollarritter des Päpstlichen Laienordens.
Am Konklave 2005 nach dem Tod von Papst Johannes Paul II. nahm er nicht teil, da er das Alter von 80 Jahren bereits überschritten hatte.